# Погурей
Погурей — река в Шурышкарском районе Ямало-Ненецкого АО. Устье находится в 4 км от устья Кокпелы по левому берегу. Длина реки 40 км, в 2 км по левому берегу впадает Погурейсоим.

## Данные водного реестра
По данным государственного водного реестра России относится к Нижнеобскому бассейновому округу, водохозяйственный участок реки — Обь от впадения реки Северная Сосьва до города Салехард, речной подбассейн реки — бассейны притоков Оби ниже впадения Северной Сосьвы. Речной бассейн реки — (Нижняя) Обь от впадения Иртыша.
Код объекта в государственном водном реестре — 15020300112115300030985.